# Barrerito
Élcio Neves Borges, mais conhecido como Barrerito (São Fidélis, 22 de outubro de 1942 — Belo Horizonte, 12 de agosto de 1998), foi um cantor brasileiro de música sertaneja, que ganhou destaque por integrar a segunda formação do Trio Parada Dura. 
É irmão de Parrerito, também falecido.

## Biografia
Cantor, violonista e violeiro, Élcio iniciou sua carreira na década de 1960, fazendo dupla com Flor da Índia, Baianito, Criolo e Creone, este último com quem formou o conjunto sertanejo Trio Parada Dura a partir de 1976, ao lado de Mangabinha.
Em 6 de setembro de 1982, um acidente de avião na cidade de Espírito Santo do Pinhal, interior do estado de São Paulo, deixou Barrerito paraplégico. Seu irmão, Parrerito, assumiu o lugar no trio durante o período em que esteve ausente e, posteriormente, em 1987. O cantor relatou em entrevistas posteriores o fato de não ser mais aceito entre seus pares.
Iniciou carreira solo como o "Cantor das Andorinhas", em 1987, quando gravou seu primeiro LP, chamado Onde Estão Os Meus Passos, pela Copacabana, com destaque para a faixa-título, em parceria com Carlos Randall e Nilza Carvalho. 
Barrerito gravou 9 LPs pelos selos Copacabana e RGE. Ganhou dezenove discos de ouro e oito de platina, sempre com a ajuda de Nilza Carvalho, com quem viveu maritalmente até 1990.
Era o único artista que gravava um LP em apenas 24 horas, o que causava surpresa nos técnicos da gravadora. Apesar de ser paraplégico, o cantor era muito vaidoso: usava anéis e colares de ouro, além de cortes de cabelo incomuns. Em 1991, chegou a ser detido por ter atirado para o alto, assustando um frentista, que rira de sua aparência.
No ano de 1998, Barrerito fundou o Trio Alto Astral, juntamente com Voninho e Creone, com quem voltou a formar uma dupla sertaneja. Chegaram a lançar um CD, intitulado Dor de Cotovelo, e a fazer aparições em alguns programas de TV, mas o trio não durou, pois Barrerito acabou falecendo neste mesmo ano, vítima de um infarto, aos 56 anos.
Em 2017, a gravadora Águia Music lançou o CD intitulado Barrerito Eternamente um Ídolo, composto por músicas inéditas resgatadas de uma fita K7, nesse CD consta duas músicas de Nilza Carvalho ("Grito de Alerta" e "Velho Macho").
Em 2019, seu filho Barrerito Jr., também cantor, lançou turnê nacional “Tal Pai, Tal Filho” em homenagem ao seu pai. O cantor também é pai do cantor gospel Barrenito Barbosa que junto com Zé Hilton formou a dupla gospel Os Parada Firme em Jesus.

## Discografia

### Solo
- Onde Estão os Meus Passos (1987)
- Tá do Jeito Que Eu Queria (1989)
- Artista do Povo (1989)
- Momentos de Amor (1990)
- O Show Precisa Prosseguir (1991)
- Bolero da Saudade (1992)
- Noite de Plantão (1993)
- Lembranças (1995)
- O Filho do Mundo (1996)
- Barrerito Eternamente um Ídolo (2017)

## Músicas de sucesso
- "Onde Estão os Meus Passos" (1987)
- "Morto por Dentro" (1987)
- "O Cantor das Andorinhas" (1987)
- "A Dama do Vestido Longo" (1987)
- "Filha da Vizinha" (1987)
- "Cadeira Amiga" (1989)
- "Vestido Colado" (1989)
- "O Filho do Carreteiro" (1989)
- "Amaremos" (1989)
- "Prisioneiro do Destino" (1989)
- "Artista do Povo" (1989)
- "O Menino da Canoa" (1989)
- "Essa Noite" (1990)
- "Cigarro, Whisky e Gelo" (1990)
- "Disque o 9" (1991)
- "O Show Precisa Prosseguir"(1991)
- "As Andorinhas" (1991)
- "Nossa Canção de Amor" (1991) (part. Teodoro)
- "Bailando" (1992)
- "Bolero da Saudade" (1992)
- "Fé em Deus" (1992)
- "Eu Quero Te Fazer Amor" (1993)
- "Noite de Plantão" (1993)
- "Andorinha Mensageira" (1995)
- "Bandida" (1995)
- "Hipocrisia" (1995)
- "A Dor do Adeus" (1995)
- "Avião Assassino" (1996)
- "Gigante de Ferro (Caminhão, Paixão e Saudade)" (1996)
- "O Gaiteiro Amigo" (1996)